# تورساس
تورساس (به سوئدی: Torsås) یک منطقهٔ مسکونی در سوئد است که در بخش تورساس واقع شده‌است. تورساس ۲٫۴۸ کیلومتر مربع مساحت و ۱٬۸۴۸ نفر جمعیت دارد.